# Leisure 20
| Leisure 20 Segelzeichen      | Leisure 20 Segelzeichen       |
| ---------------------------- | ----------------------------- |
|                              |                               |
| Technische Daten (Überblick) |                               |
| Schiffstyp:                  | Segelyacht                    |
| Länge (ü.a.):                | 6,09 m                        |
| Breite (ü.a.):               | 2,31 m                        |
| Tiefgang:                    | 0,80/1,16 m                   |
| Rumpfgeschwindigkeit:        | 5,8 kn                        |
| Leergewicht:                 | 1300 kg                       |
| Masthöhe:                    |                               |
| Antriebsart:                 | Segel / Außenbordmotor        |
| Passagierkapazität:          | 4                             |
| Baujahre:                    | 1975–1990                     |
| Designer:                    | A.C. Howard                   |
| Bauwerft:                    | Cobramold Ltd, Großbritannien |

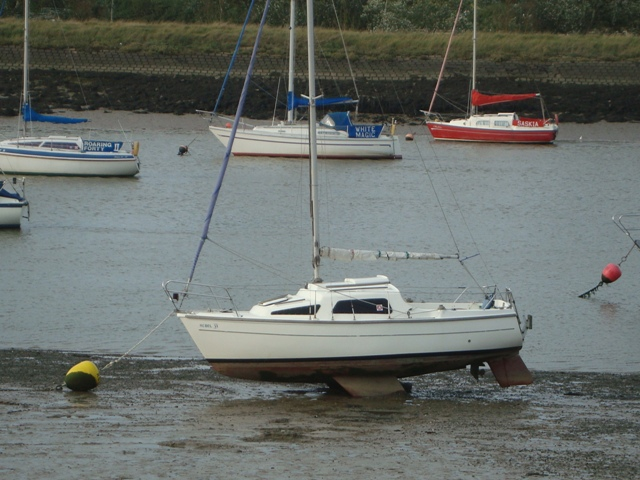
Eine trockengefallene Leisure 20

Leisure 20 ist eine Serie von Sportbooten der britischen Firma Cobramold Ltd (die später in Brinecraft Ltd umbenannt wurde). Die Yacht ist hauptsächlich für Fahrten in küstennahen Gewässern konstruiert. Die Kimmkielversion ist aufgrund ihres geringen Tiefgangs und der Fähigkeit zum Trockenfallen für Fahrten in Tidengewässern geeignet.

## Deck
Das Deck verfügt über ein Cockpit, welches durch einen Motorschacht etwas kleiner ausfällt. Auf dem Vorschiff befindet sich eine Luke, die zur Vorschiffkabine führt, sowie ein Ankerkasten.

## Kajüte
Die Kajüte ist für die Schiffsgröße außerordentlich geräumig. Im Vorschiff befinden sich zwei Kojen, unter denen eine Toilette untergebracht ist. Im  Mittelschiff befindet sich auf der Steuerbordseite eine Kochgelegenheit und ein kleines Waschbecken. Zwei weitere Kojen sind im Achterschiff untergebracht, wobei die Kojen teilweise unter dem Cockpit liegen.

## Besegelung
| Segel            | Segelfläche in m² |
| ---------------- | ----------------- |
| Großsegel        | 8                 |
| Genua (Segel)    | 13,5              |
| Fock             | 7,9               |
| Sturmfock        | 3,3               |
| großer Spinnaker | 28,4              |

## Motorisierung
Wie manches andere Boot dieser Größenordnung hat auch die Leisure 20 einen Motorschacht für die Aufnahme eines Außenbordmotors. Bei dieser Anordnung kann das Ruderblatt direkt vom Motor angestrahlt werden; somit ist ein exaktes Steuern weitgehend allein mit der Ruder-Pinne ohne zusätzliches Schwenken des Motors möglich. 6 kW genügen zum Erreichen der Rumpfgeschwindigkeit.